# LGA 1155

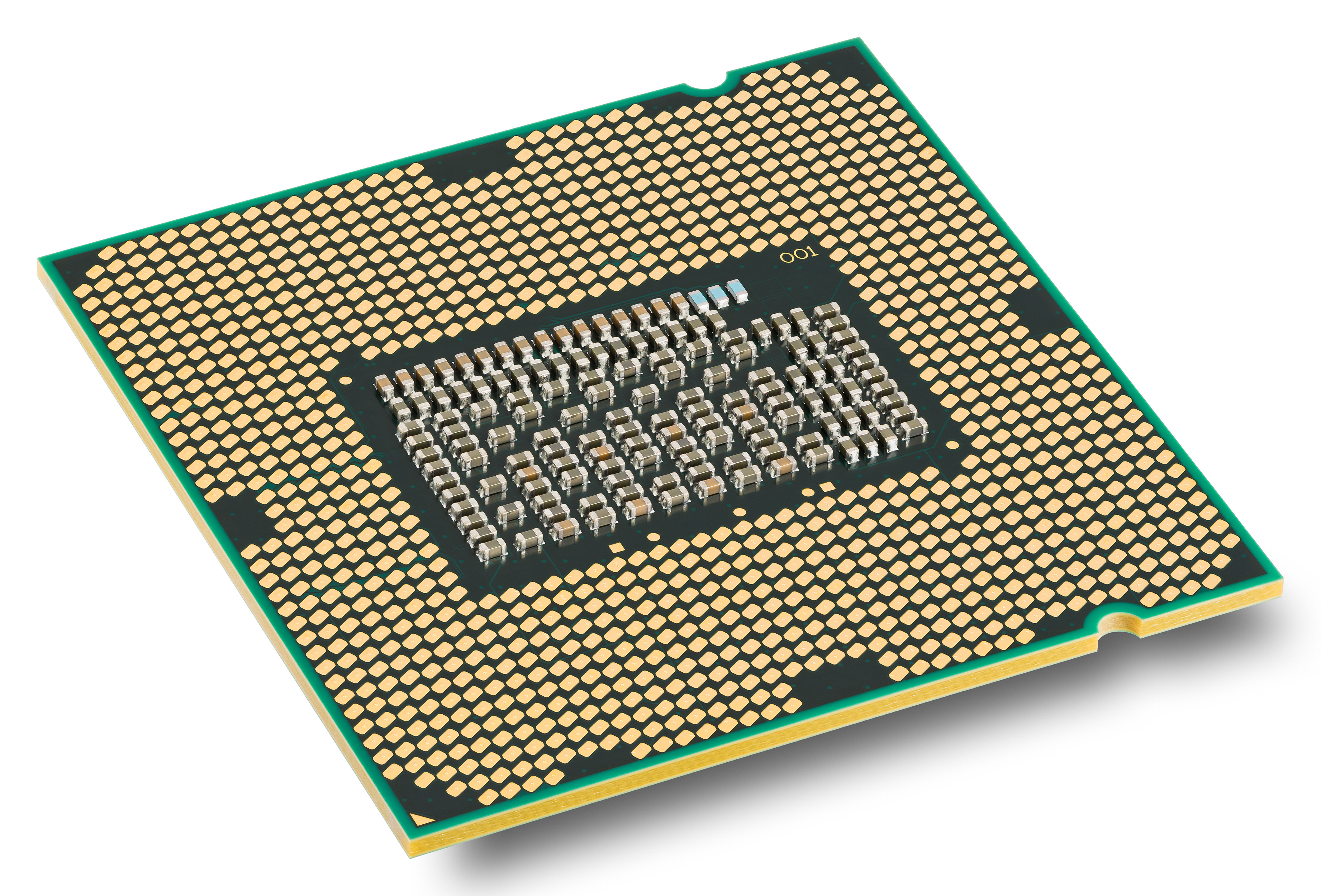
Vue du Core i7 2600K (architecture « en »), compatible avec le socket LGA 1155.

Le LGA 1155 est un socket pour processeurs Intel. Il succède au LGA 1156 (également connu sous le nom de Socket H). Son successeur est le socket LGA 1150. Également nommé « Socket H2 », ce socket est compatible avec la plupart des processeurs Sandy Bridge et Ivy Bridge et il est apparu sur le marché en janvier 2011, en parallèle des premiers processeurs basés sur la technologie Sandy Bridge.
Pour faire contact avec le processeur, le LGA 1155 possède 1 155 connecteurs, d'où il tire son nom. Les processeurs des sockets LGA 1155 et LGA 1156 ne sont pas compatibles entre eux. Néanmoins, leurs systèmes de refroidissement sont compatibles, car les processeurs ont les mêmes dimensions, des méthodes de construction et une enveloppe thermique (TDP) similaires.